# Peperomia esperanzana
Peperomia esperanzana är en pepparväxtart som beskrevs av William Trelease. Peperomia esperanzana ingår i släktet peperomior, och familjen pepparväxter. Inga underarter finns listade i Catalogue of Life.